# Ренийгафний
Ренийгафний — бинарное неорганическое соединение, интерметаллид
рения и гафния
с формулой HfRe,
кристаллы.

## Получение
- Сплавление стехиометрических количеств чистых веществ в инертной атмосфере:

{\displaystyle {\mathsf {Re+Hf\ {\xrightarrow {2445^{o}C}}\ HfRe}}}

## Физические свойства
Ренийгафний образует кристаллы тетрагональной сингонии, параметры ячейки a = 0,8906 нм, c = 1,3896 нм
.
Соединение образуется по перитектической реакции при температуре 2445 °C
и имеет область гомогенности 50÷52 ат.% рения.